# Oodi
Oodi is een dorp in het district Kgatleng in Botswana. De plaats telt 5687 inwoners (2011).